# Alexander Lindsay (1er comte de Balcarres)
Alexander Lindsay, 2e Lord Balcarres et 1er comte de Balcarres (6 juillet 1618 - 30 août 1659) est un noble et courtisan écossais.

## Biographie
Lindsay est le fils aîné de David Lindsay, 1er Lord Balcarres, et le petit-fils de John Lindsay, Lord Menmuir. En avril 1640, il épouse Lady Anna Mackenzie (née en 1621), fille de Colin Mackenzie (1er comte de Seaforth) (en) ,.
Lindsay succède à son père en tant que Lord Balcarres en 1641. À l'origine fervent partisan de l'Alliance, ayant été instruit à l'Université de St Andrews par David Forret, il est présent à la bataille de Marston Moor en 1644. Cependant, en 1648, il devient un Engageur cherchant une alliance avec Charles Ier, entraînant une rupture avec la majorité des Covenanters . Admis au Parlement d'Écosse en 1649, il est nommé commissaire de l'Échiquier en 1650.
Il est créé comte de Balcarres le 9 janvier 1651, avec le titre subsidiaire Lord Lindsay et Balneil, et gouverneur héréditaire du château d'Édimbourg en 1651. Il visite la France pour conseiller le roi en 1653 et 1654 et réside finalement à la cour en exil de Charles II aux Pays-Bas. Lady Anna est gouvernante du prince Guillaume d'Orange . Lord Balcarres meurt à Breda et son fils Charles lui succède.